# Medio dólar de las bodas de diamante de California
El medio dólar de las Bodas de Diamante de California fue una pieza conmemorativa de 50 centavos de Estados Unidos, acuñada en la Casa de Moneda de San Francisco en 1925. Fue emitida para celebrar el 75.° aniversario del estado de California.
El Comité de Ciudadanos de San Francisco deseaba emitir una moneda conmemorativa para recaudar fondos, en vistas a la celebración de las bodas de diamante del reconocimiento de California como estado. Un congresista de California adjuntó la autorización a otro proyecto de acuñación, que fue aprobado a principios de 1925. Los diseños del escultor Jo Mora tuvieron una respuesta hostil de parte de la Comisión de Bellas artes, pero el Comité de Ciudadanos no los cambió, y fueron aprobados. Desde entonces, la moneda ha sido muy alabada por su belleza.
Las monedas fueron acuñadas en agosto de 1925 en San Francisco, y se pusieron a la venta el mes siguiente. Sin embargo, no se vendieron como se esperaba: solo se acuñaron cerca de 150.000 del lote de 300.000 autorizado; y de esas, casi la mitad quedó sin vender y fue fundida. El valor de la moneda está catalogado entre $200 y $1.300, aunque algunos especímenes excepcionales han sido vendidos por más.

## Contexto
La tierra que es ahora el estado de California fue visitada por primera vez por europeos cuando el explorador español Juan Rodríguez Cabrillo llegó allí en 1542. Su informe a la corona española generó poco interés, y no fue hasta que el marino inglés Sir Francis Drake arribó allí en 1579 que los españoles se interesaron en colonizar el área.  No obstante, en los siguientes 275 años California vio pocos asentamientos, mayormente alrededor de la cadena de misiones que se fundó allí, ambos bajo los españoles, y posteriormente bajo régimen mexicano.[2]
Según el autor de numismática Arnie Slabaugh, "la llegada de colonos norteamericanos trajo a California dos cambios que continúan hasta el día de hoy: inmigrantes (tanto norteamericanos como extranjeros) y actividad." [2] En 1846, los colonos norteamericanos se alzaron contra el régimen mexicano, fundando la República de la Bandera del Oso; su bandera muestra un oso grizzly. La república tuvo corta vida; la guerra mexicano-americana había comenzado, y California fue ocupada por fuerzas de EE. UU. Una semana antes de que se firmase el Tratado de Guadalupe Hidalgo en enero de 1848, James W. Marshall descubrió oro en Sutter's Mill. Esto fue seguido por la Fiebre del Oro de California, así como por la declaración de California como estado en 1850.[2]

## Origen
La moneda de medio dólar de las Bodas de Diamante de California se originó debido al deseo del Comité de Ciudadanos de San Francisco (presidido por Angelo J. Rossi), de tener una moneda conmemorativa que ayudase a recaudar fondos para una celebración local del 75° aniversario de California como estado.[3] El 9 de enero de 1925 se presentó en el Senado una propuesta por una moneda de plata de medio dólar y una de oro de un dólar, conmemorando la Batalla de Bennington y la Guerra Revolucionaria americana-periodo de independencia de Vermont. La propuesta fue aprobada luego de que una enmienda quitase el dólar de oro.[4] Cuando el proyecto fue debatido en la Cámara de Representantes el 16 de febrero de 1925, el congresista de California John E. Raker presentó una enmienda para añadir una moneda por el 75.º aniversario del estado de California. Esto fue firmemente resistido por el representante Albert Vestal, presidente del Comité de la Casa de Acuñación, Pesos y Medidas, quién declaró que la Casa de Moneda de los Estados Unidos se oponía a hacer "estas monedas especiales". Añadió que debido a esto, el representante de Washington Albert Johnson había accedido a retirar su propuesta para una conmemoración en honor de Fort Vancouver, en el estado de Washington. No obstante, Raker perseveró y su enmienda fue aceptada.  Johnson entonces presentó una enmienda para añadir una moneda de Fort Vancouver al proyecto, y para malestar de Vestal, esta también fue adoptada.[5] La propuesta pasó la Cámara de Representantes, y el Senado accedió a sus enmiendas sin debate el 17 de febrero.
El proyecto se convirtió en el Acta del 24 de febrero de 1925, autorizando las tres monedas.[7] Era la primera vez que una legislación para monedas conmemorativas abarcaba más de un ejemplar.[8] Se autorizó un total de 300.000 para la pieza de California, cuyo diseño correría por cuenta del Comité de Ciudadanos a través de la Asociación de la Cámara de Compensación de San Francisco o de la Asociación de la Cámara de Compensación de Los Ángeles .[7] Este último grupo de bancos había distribuido en 1923 la moneda de 50 centavos por el Centenario de la Doctrina Monroe.[9]

## Preparación
El 4 de mayo de 1925, Rossi envió una carta al director de Mint, Robert J. Grant. Rossi indicó que había habido cierto retraso en la preparación del diseño para la moneda, y que el senador de California Samuel M. Shortridge había instado al comité a avanzar sin demoras. Rossi adjuntó bosquejos del escultor californiano Joseph (Jo) Mora, con la promesa de que luego enviaría el diseño final y un modelo.[10] Los miembros del Comité de Ciudadanos habían elegido unánimemente a Mora, convencidos de que era el único artista capaz de capturar el espíritu de lo que se quería conmemorar.[11]

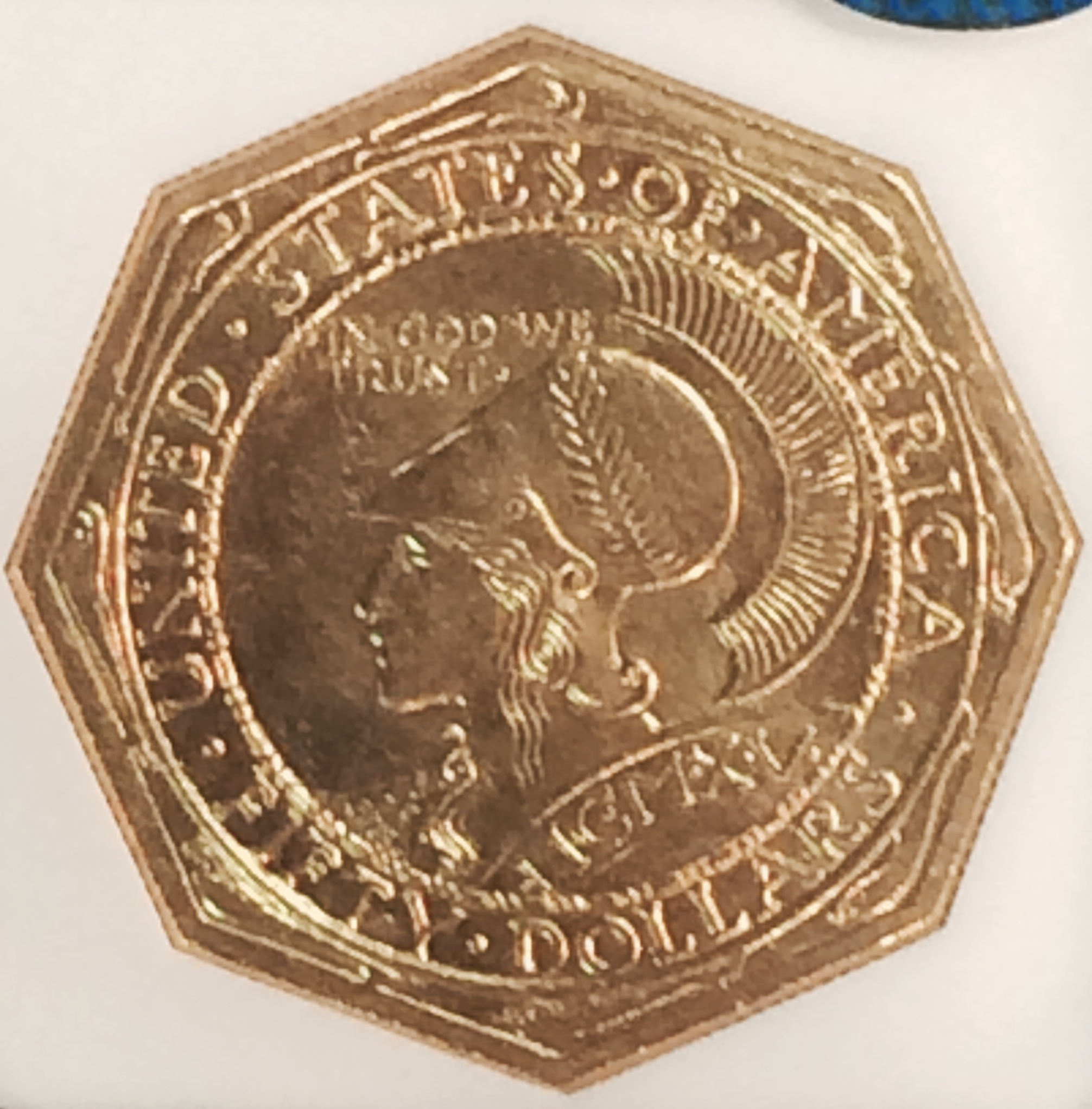
Robert I. Aitken creó las monedas de $50 de Panamá-Pacific, pero no fue contratado para la del jubileo de California debido al costo.

Sobre entrega, los bosquejos y la carta fueron enviados a la Comisión de Bellas artes, encargada desde 1921 de recomendar diseños de monedas, y luego a su miembro escultor, James Earle Fraser, diseñador de la moneda de níquel de Búfalo. Fraser escribió a Rossi el 18 de mayo, despreciando los diseños: "el oso es demasiado corto, y todo es novato y chapucero."[12] Recomendó que fueran contratados Chester Beach (acreditado por el diseño de la moneda de la Doctrina Monroe) o Robert I. Aitken (quién había creado las piezas de $50 de Panamá-Pacific), ya que ambos eran de California y podrían crear "algo que sería mucho más interesante y con un mayor sentido de lo que California realmente es".[12]
A pesar de las recomendaciones de Fraser, el Comité de Ciudadanos se quedó con Mora, quién terminó deprisa los croquis.[12] Anthony Swiatek y Walter Breen, en su volumen sobre monedas conmemorativas de EE. UU., sugirieron que el Comité no contrató a Beach o Aitken debido a la falta de tiempo y a la renuencia a pagar sus altas tarifas.[13] Los modelos finales fueron enviados al Mint de Filadelfia el 17 de junio, y se entregaron a la Comisión.[12]  Por entonces, Fraser ya no era un miembro de la Comisión[11] por lo que se mandaron a Lorado Taft, junto con una nota diciendo que el comité no había contratado a Aitken debido al costo, y que los diseños nuevos eran algo mejores que el anterior.  Aun así, tanto Taft como otro miembro, Louis Ayres, hicieron recomendaciones.  Ayres sugirió "que la frase 'En Dios Confiamos' fuese colocada en alguna posición donde no pareciese que el minero la estaba friendo en aceite".[12] El historiador numismático Don Taxay asegura que este consejo no fue seguido debido a la falta de un lugar alternativo donde colocar el lema.[12]
Con los diseños aceptados, el Mint creó piezas basadas en el modelo de yeso en julio de 1925. Estas fueron enviadas desde Filadelfia al Mint de San Francisco, donde se acuñaron 150.000 monedas en agosto, más 200 reservadas para inspección y prueba en la reunión de 1926 de la Comisión de Ensayo de los Estados Unidos.[14]

## Diseño

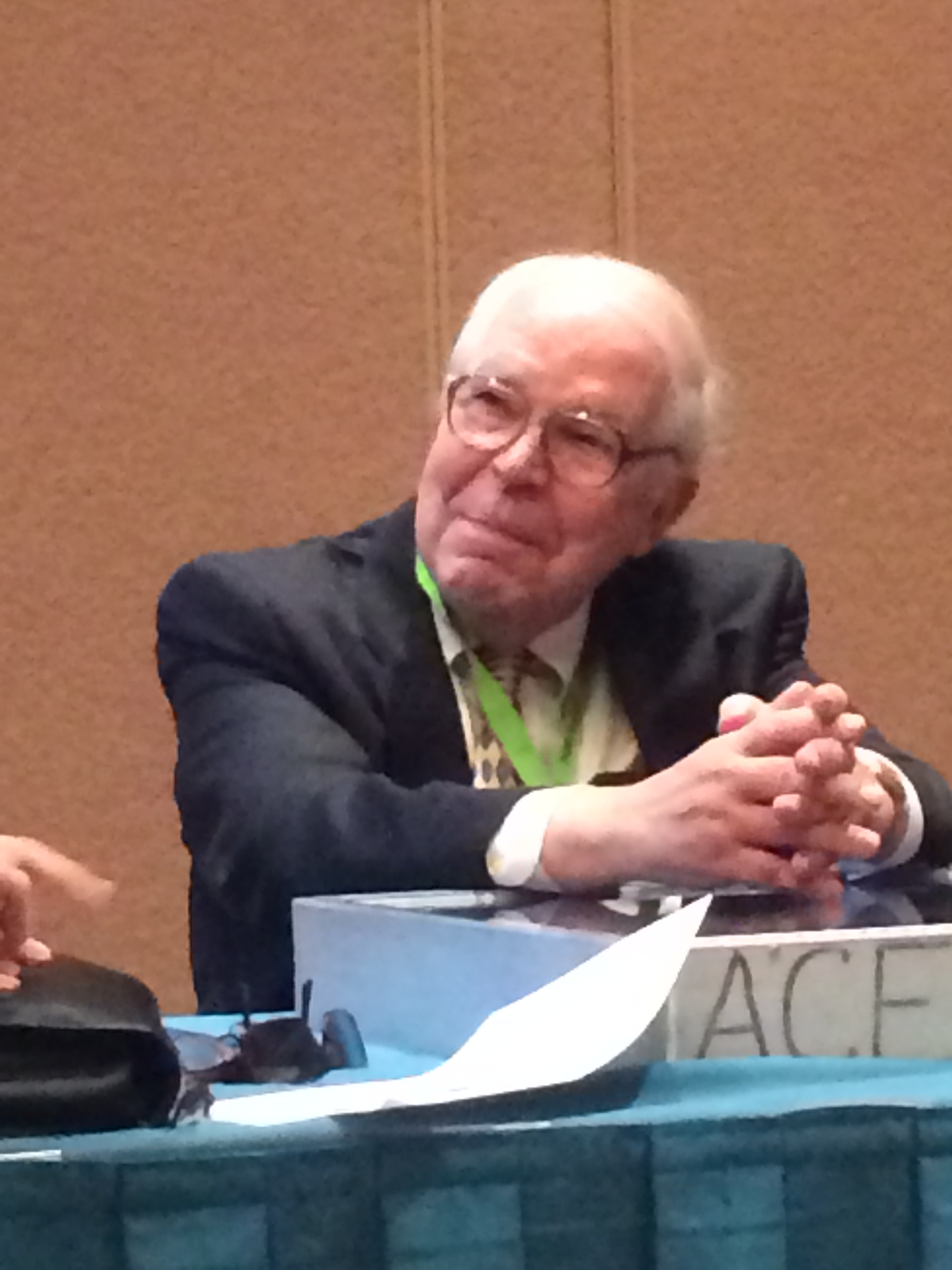
Q. David Bowers ha alabado la moneda del Jubileo de California.

Para crear el diseño, Mora usó motivos evocando la California de 1850, época en la que se convirtió en estado. El anverso muestra un buscador de oro arrodillado, lavando material con su tamiz en busca de piezas de oro. El reverso adapta la Bandera de California, conocida como Bandera de Oso, que muestra un oso grizzly.[15] Mora dejó los campos o fondo de la moneda sin pulir, dando a la pieza una apariencia texturada.[11]
El medio dólar del Jubileo de California ha sido ampliamente admirado. Swiatek consideró a la moneda "una de mis obras de arte numismáticas favoritas".[8] Según el comerciante de monedas y autor Q. David Bowers, "el Comité de Ciudadanos ... ignoró sabiamente la crítica de Fraser".[15] Eric Brothers, en su artículo del 2014 sobre la moneda, escribió que  "encarna la quintaesencia del imaginario de California en 1850".[11] David M. Bullova, quién estudió monedas conmemorativas para la Asociación de Numismáticos Americanos en los años '30, lo consideró  "un medio dólar muy viril y bien ejecutado, donde anverso y reverso están definitivamente relacionados uno con otro".[15] Su contemporáneo, B. Max Mehl, escribió en 1937 que era una "moneda bonita ... [El] anverso es una pieza de arte muy buena".[15] No obstante, él confundió el animal del reverso con un oso polar, y expresó su consternación: "He viajado y visitado California de principio a fin y todavía nunca he visto un oso".[15]
El historiador de arte Cornelius Vermeule, en su volumen sobre monedas de EE. UU., consideró la pieza de California "uno de los mejores trabajos de la numismática americana."[16] Él considera al diseño audaz y efectivo, y especialmente admiró el animal, declarando que los "músculos, huesos y penachos expresan la masiva determinación del oso."[16] Ve a la tipografía como particularmente exitosa, ya que se usan dos tamaños diferentes, y a pesar de que aparecen las tres frases típicas de las monedas americanas ("Libertad", "En Dios Confiamos", y "E Pluribus Unum"), la "ubicación está tan hábilmente manejada que parece difícil darse cuenta de que las tres... inscripciones son utilizadas".[16]

## Distribución y coleccionismo
La primera moneda de medio dólar de las Bodas de Diamante de California que fue acuñada se entregó al Museo Conmemorativo en Golden Gate Park, San Francisco.[17] El dado utilizado para la acuñación inicial fue tratado especialmente para producir un efecto escarchado, que se desgastó luego de las primeras 75 acuñaciones, según Swiatek en su último volumen sobre monedas conmemorativas.[18] El numismático Kevin Flynn sugiere que las primeras 100 piezas exhiben estas superficies especiales, y que esto se hizo a petición de Rossi para presentación a personas importantes.[19] Se conoce una pieza sin marcas; posiblemente se trate de una prueba, preparada y poseída por el Jefe del Mint John R. Sinnock y más tarde vendida.[14]
Al menos una moneda debe haber salido del San Francisco Mint el 26 de agosto de 1925, ya que ese día se exhibió una en un encuentro de la Sociedad Numismática de la Costa del Pacífico.[14] Los niños nacidos en el 75.º aniversario de California (9 de septiembre de 1925) en aquel estado recibieron una de las monedas, un total de 494.[17] Unas pocas piezas fueron montadas en las placas utilizadas por oficiales. Muchas fueron vendidas en una celebración en San Francisco desde el 6 al 12 de septiembre en conmemoración de aquel jubileo. A pesar de que miles fueron adquiridas por coleccionistas de monedas y comerciantes, se cree que el grueso fue a parar a gente que no era coleccionista. Según Bowers, "los esfuerzos de distribución no fueron bien coordinados" y 63.606 piezas regresaron al Mint para su fundición, dejando un total de 86.594 piezas distribuidas entre el público, incluyendo las monedas de ensayo.[20]
El medio dólar ha aumentado gradualmente de precio a través de los años, siendo los únicos retrocesos las declinaciones de precio que siguieron al boom de monedas conmemorativas de 1936 y 1980.[21] La edición de 2015 de R.S. Yeoman, Una Guía de Monedas de Estados Unidos la ubica entre $200 y $1.300, dependiendo de condición.[22] Una, en una condición excepcional MS-68, alcanzó los $17.250 en una subasta del 2009.[23]

### Citations
1. ↑  1925 Congressional Record, Vol. 71, Page 3930 (February 17, 1925)

- Datos: Q17513640
- Multimedia: California Diamond Jubilee half dollar / Q17513640